# Troisième bataille de Murfreesboro
La troisième bataille de Murfreesboro, aussi connue sous les noms de bataille de Wilkinson Pike ou bataille des Cèdres, est une bataille de la Guerre de Sécession. Elle se déroule du 5 au 7 décembre 1864 dans le comté de Rutherford, Tennessee, à proximité des lieux où s'est livrée, un an plus tôt, la bataille de Stones River. Elle fait partie de la campagne de Franklin-Nashville.

## Contexte

Carte des opérations de la campagne Franklin-Nashville.
sudistes
nordistes

En novembre 1864, pour obliger l'armée du général Sherman à quitter la Géorgie, le général John Bell Hood conduit l'armée du Tennessee vers le nord, visant la capture de la ville de Nashville, important centre de ravitaillement nordiste. En dépit des fortes pertes subies à la bataille de Franklin, il continue sa progression vers Nashville.
Murfreesboro est située à 30 milles (48 km) au sud-est de Nashville. Elle est tenue par une garnison de 8 000 hommes sous le commandement du major général L.H. Rousseau. Elle dispose d'une zone fortifiée créée en 1863.
Pour éviter que les forces nordistes tenant Nashville ne puissent recevoir des renforts ou du ravitaillement, Hood juge utile la destruction de la ligne de chemin de fer Nashville & Chattanooga Railroad ainsi que celle des dépôts nordistes situés à Murfreesboro. Il va détacher une division d'infanterie pour remplir cette mission, en plus des deux divisions de cavalerie opérant dans cette zone sous le commandement du major general Nathan Bedford Forrest.

## Forces en présence

### Nordistes

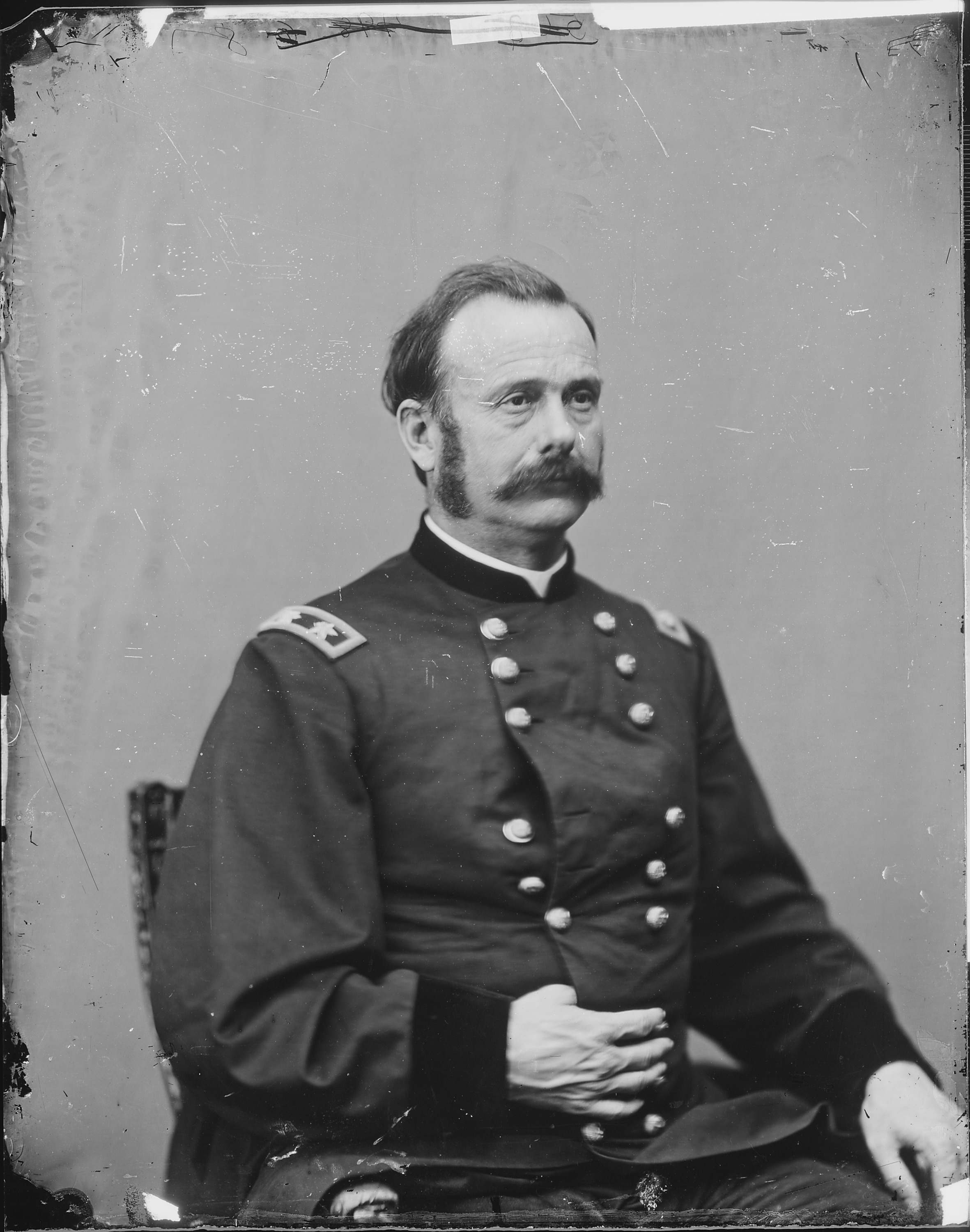
Lovell Harrison Rousseau, général de l'Union, 1818-1869

District du Tennessee - Maj. Gen. Lovell H. Rousseau (10 000 hommes environ)
- Troupes de protection du Nashville & Chattanooga Railroad - Maj. Gen. Robert H. Milroy[5],[6].
  - 1re Brigade provisoire - Col Minor T. Thomas
    - 8e d'infanterie du Minnesota : Col Minor T. Thomas, Ltc Henry C. Rogers
    - 61e d'infanterie de l'Illinois : Ltc Daniel Grass
    - 174e d'infanterie de l'Ohio : Col John S. Jones
    - 181e d'infanterie de l'Ohio : Col John O'Dowd

  - 2e Brigade provisoire - Colonel Edward Anderson
    - 177e d'infanterie de l'Ohio : Col Joab A. Stafford
    - 12e de cavalerie de l'Indiana : Col Edward Anderson (démonté)
    - 5e de cavalerie du Tennessee : Col William Brickly Stokes

  - Artillerie (rattachée à la première brigade)
    - 13e New York Light Artillery : Cpt Henry Bundy (6 pièces)

### Sudistes

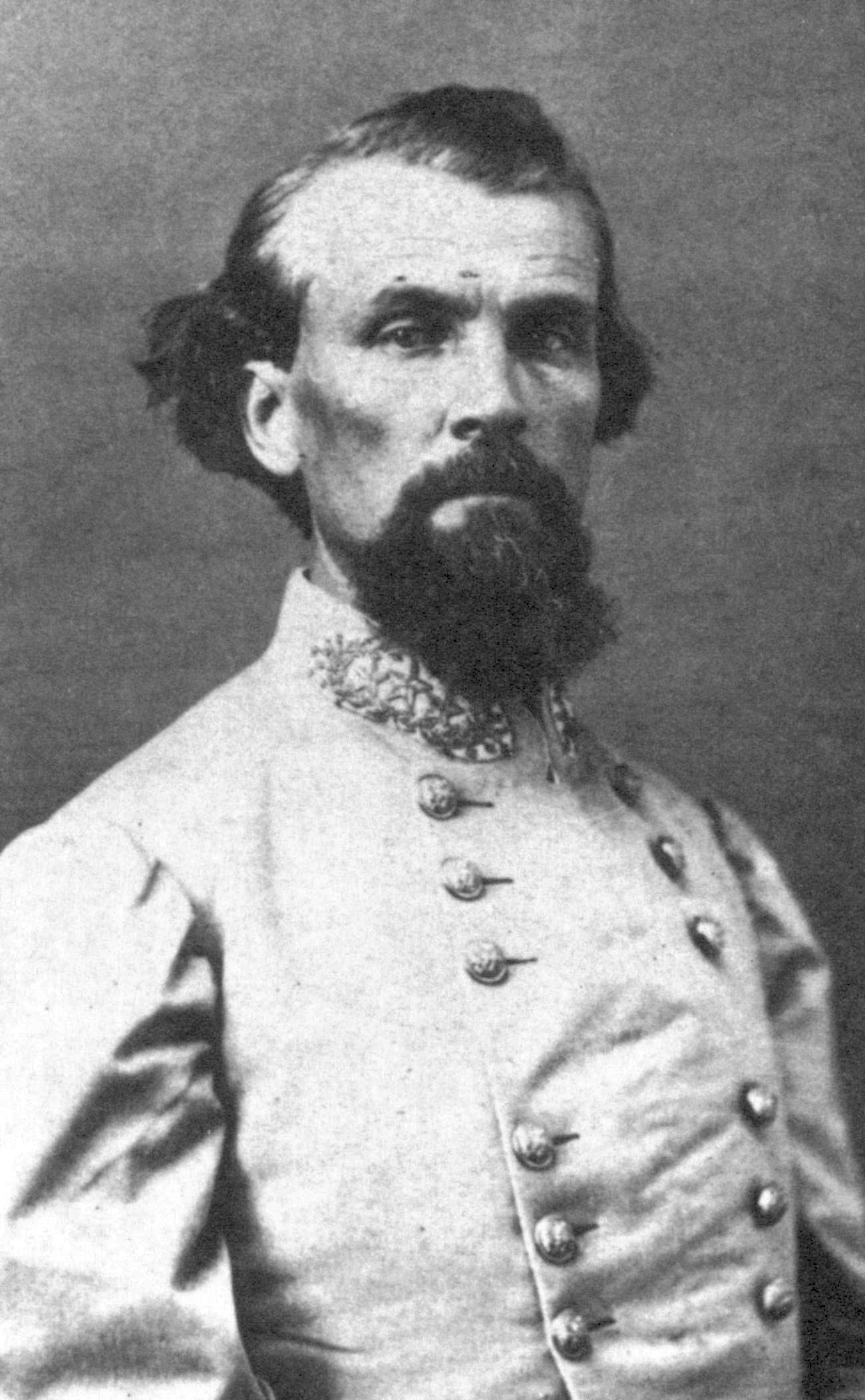
Nathan Bedford Forrest, général confédéré, 1821-1877

Cavalerie - Maj. Gen. Nathan Bedford Forrest
- Division Buford - Brig. Gen. Abraham Buford
  - Brigade Bell - Col. Tyree Bell
    - 2e/22e Régiment combiné[note 3] de cavalerie du Tennessee
    - 19e Tennessee
    - 20e Tennessee
    - 21e Tennessee
    - Régiment Nixon (Tennessee)

  - Brigade Crossland - Col. Edward Crossland
    - 3e régiment d'infanterie montée du Kentucky
    - 7e régiment d'infanterie montée du Kentucky
    - 8e régiment d'infanterie montée du Kentucky
    - 12e régiment d'infanterie montée du Kentucky
    - Bataillon Huey du Kentucky
- Division Jackson - Brig. Gen. William Hicks Jackson (en)
  - Brigade Armstrong - Brig. Gen. Frank C. Armstrong
    - 1er Mississippi
    - 2e Mississippi
    - 28e Mississippi
    - Régiment Ballentine (Mississippi)

  - Brigade Ross - Brig. Gen. Lawrence S. Ross
    - 3e Texas
    - 6e Texas
    - 9e Texas
    - 27e Texas
    - 1re légion du Texas

  - Artillerie attachée à la division
    - Batterie Morton (Tennessee)

Infanterie
- Division Bate (détachée du corps de Cheatham) - Maj. Gen. William B. Bate (1 600 hommes environ[7])
  - Brigade Tyler - Brig. Gen. Thomas Benton Smith
    - 37e Géorgie, 4e Bataillon des Chasseurs (Sharpshooters) de Géorgie, 2e/10e/20e/37e régiment combiné du Tennessee.

  - Brigade Finley - Major Jacob A. Lash
    - 1er/3e régiment combiné de Floride[note 3], 6e de Floride, 7e de Floride, 1er de Cavalerie de Floride[note 4]/4e régiment d'infanterie de Floride

  - Brigade Jackson - Brig. Gen. Henry R. Jackson
    - 1er/66e régiment combiné de Géorgie[note 3], 25e de Géorgie, 29e/30e régiment combiné de Géorgie, 1er Bataillon des Chasseurs (Sharpshooters) de Géorgie

  - Artillerie de la division Bate
    - Batterie Slocomb (Louisiane)[note 5]
- Brigade Brown & Reynolds - Brig. Gen. Joseph B. Palmer

détachée du corps de Lee, division Stevenson.
Elle comprend les 60e régiment de Caroline du nord, 32e du Tennessee, 54e et 63e de Virginie ; elle comprend aussi deux régiments combinés, 3e/18e du Tennessee et 23e/26e/45e du Tennessee.
1 batterie d'artillerie
- Brigade Sears - Brig. Gen. Claudius W. Sears

détachée du corps de Stewart, division French.
Elle comprend les 4e, 35e, 36e, 39e et 46e régiments du Mississippi ainsi que le 7e bataillon du Mississippi.
1 batterie d'artillerie

## Déroulement de la bataille

### Préliminaires (2 au 6 décembre)

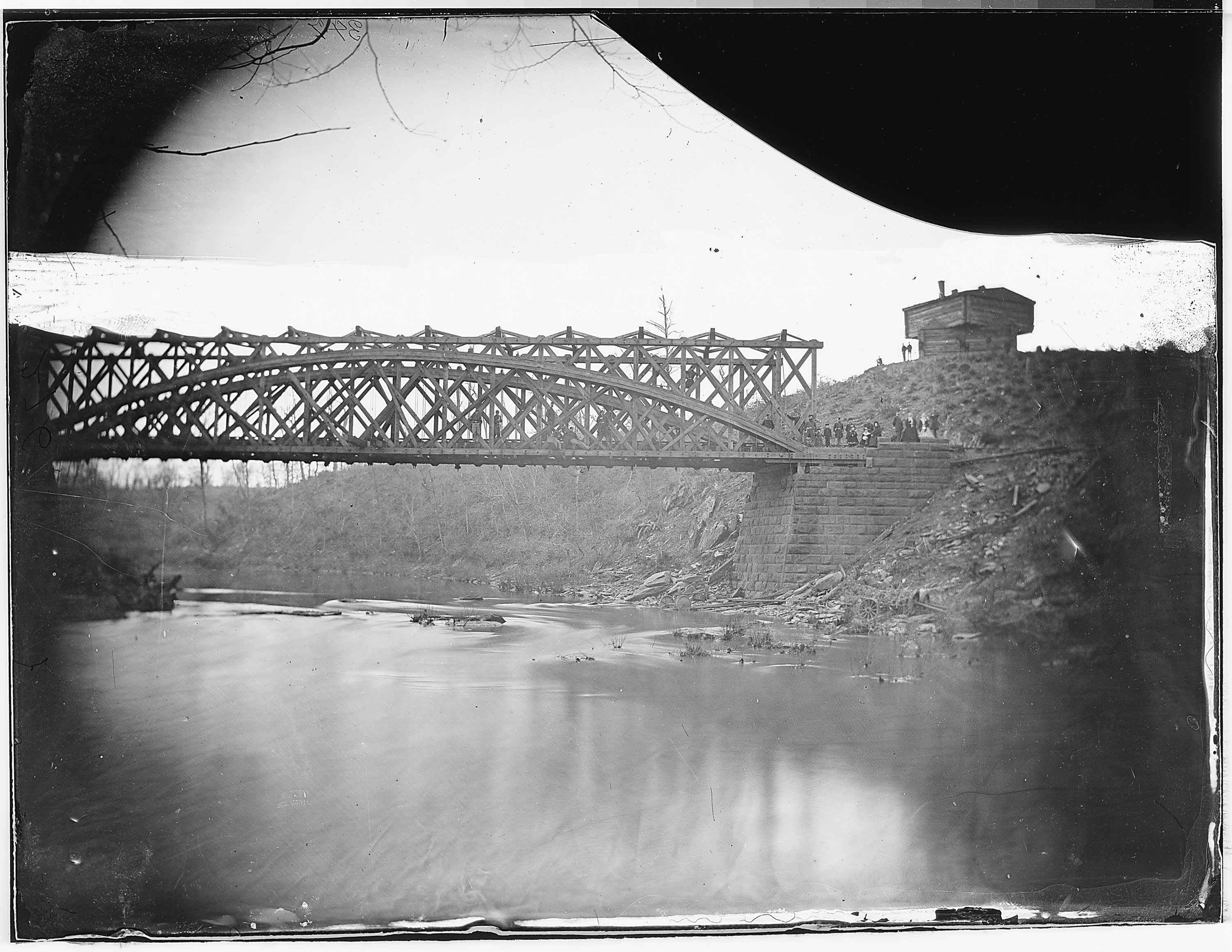
Exemple de ces postes fortifiés construits pour protéger un pont ferroviaire.

Le 2 décembre, le général John B. Hood donne l'ordre au général Bate de détruire les équipements ferroviaires et les postes fortifiés situés entre Nashville et Murfreesboro ; d'ensuite, unir ses forces à celle du général Forrest en vue d'opérations ultérieures.
Le 4 décembre, la division de Bate attaque le Blockhouse no 7 protégeant l'ouvrage de Overall Creek. Elle est repoussée par la garnison nordiste.
Le 5 décembre au matin, Forrest se met en route pour Murfreesboro. Il divise ses forces en deux pour attaquer La Vergne. Une colonne doit attaquer le fort sur la colline ; l'autre, le Blockhouse no 4. Forrest réclame la reddition des deux garnisons, ce qu'elles font.
Aux environs de La Vergne, la division Bate fait sa jonction avec Forrest. Il fait mouvement vers Murfreesboro par deux routes, repoussant les nordistes dans les fortifications de la Fortress Rosecrans. Les sudistes établissent leur camp pour la nuit dans les environs de la ville.
Le lendemain matin, 6 décembre, Forrest ordonne à Bate de lancer ses troupes sur les positions ennemies. La fusillade dure environ deux heures ; quand les nordistes cessent le feu, les confédérés font de même et les troupes restent en position jusqu'à la tombée de la nuit. Au soir, les brigades Sear et Palmer arrivent et renforcent Forrest.

### Combats du 7 décembre
Au matin du 7 décembre le major général L. H. Rousseau, commandant les forces nordistes à Murfreesboro, envoie deux brigades sous le commandement du brigadier général Robert H. Milroy par la route de Salem afin de tester les intentions de l'ennemi. Ces brigades sont commandées par les colonels Minor T. Thomas, vétéran de la guerre du Dakota, et Edward Anderson.
Les nordistes avancent en direction de Salem. Quelques escarmouches ont lieu avec les piquets sudistes. Découvrant que le gros des adversaires est au nord, vers la piste de Wilkinson, Milroy se tourne dans cette direction. A 800 mètres environ de cette piste, il rencontre les troupes ennemies. Des tirs d'artillerie sont échangés entre les deux batteries présentes. Voyant que les sudistes ne semblent pas vouloir l'attaquer, ce qu'il ne veut pas faire non plus estimant la position sudiste trop forte, Milroy fait reculer ses troupes de manière à se placer entre les confédérés et le fort. Il décide alors d'attaquer, en l'absence d'artillerie (partie se réapprovisionner).
Le dispositif choisit par Milroy met la brigade Thomas en première ligne, avec le 61e Illinois entièrement en tirailleurs en avant de la ligne, et l'autre brigade en seconde ligne. Les sudistes sont établis en lisière d'un bois de cèdres, derrière un camp de coton. Milroy aborde les troupes sudistes et utilise les unités de sa seconde ligne pour déborder ses adversaires, le 178e Ohio sur la gauche, les autres sur la droite. Au bout d'un moment certaines des troupes de Forrest lâchent pied refluent en désordre sans que Forrest ni Bate ne puissent les ramener en ligne.
Forrest lance des troupes de cavalerie sur le flanc de la ligne nordiste. Cette attaque est sans résultat, en partie grâce au retour de la batterie Bundy qui canonne les cavaliers. Les sudistes reculent.
Milroy ne suit pas, venant d'être rappelé par Rousseau ; les nordistes regagnent le fort.
Les troupes sudistes reculent alors en ordre et établissent leur camp pour la nuit dans les environs de Murfreesboro. Les pertes dues à ce combat sont, selon les chiffres du National Park Service, de 225 hommes pour les nordistes et 195 pour les sudistes. Les nordistes se sont aussi emparés de 2 canons, des drapeaux des 1er et 3e de Floride et 207 prisonniers

## Conséquences
Nathan B. Forrest a détruit des portions de la ligne ferroviaire allant vers Nashville. Il a aussi détruit des postes fortifiés, des habitations et, d'une manière générale, apporté de la perturbation dans les activités des armées nordistes dans ce secteur. Mais en dehors de cela, l'effet de ces actions n'a pas de conséquences sur le déroulement de la guerre.
Le raid sur Murfreesboro ne fut qu'un coup d'épingle. En revanche, il empêcha Forrest d'être présent à la bataille de Nashville, facilitant la tâche des nordistes qui allaient écraser l'armée du Tennessee.